# No és una altra estúpida pel·lícula americana
No és una altra estúpida pel·lícula estatunidenca (títol original en anglès: Not Another Teen Movie) és una pel·lícula estatunidenca de l'any 2001, produïda i difosa per Sony Pictures. És una paròdia de les teen movies i d'altres descripcions cinematogràfiques de l'adolescència que s'han acumulat al cinema de Hollywood durant els últims decennis. El guió és basat en Algú com tu, però conté al·lusions a moltes altres pel·lícules de la dècada dels 1980 i 1990 (Bring It On, American Pie, Cruel Intentions, American Beauty, Never Been Kissed, Ferris Bueller's Day Off, Can't Buy Me Love, Jawbreaker, Sixteen Candles, Dazed and Confused, Lucas, Rudy, The Breakfast Club, Grease i Road Trip). La banda original del film és construïda amb recuperacions de cançons de la dècada del 1980, com "Tainted Love", ara cantada per Marilyn Manson. Aquesta pel·lícula ha estat doblada al català.

## Argument
Jake Wyler, el futbolista més popular de l'Institut John Hughes High, fa la insensata aposta de transformar Janey Briggs, una artista de físic ingrat, en una reina de ball. Però haurà de fer front als plans insidiosos de la seva germana, dels seus còmplices i de l'amiga d'infantesa de Janey, que no volen veure canviar aquesta jove d'estatus social...

## Repartiment
- Chyler Leigh: Janey Briggs
- Chris Evans: Jake Wyler
- Jaime Pressly: Priscilla
- Eric Christian Olsen: Austin
- Mia Kirshner: Catherine Wyler
- Deon Richmond: Malik
- Eric Jungmann: Ricky Lipman
- Ron Lester: Reggie Ray
- Cody McMains: Mitch Briggs
- Sam Huntington: Ox
- Joanna Garcia: Sandy Sue
- Joy Bisco: Ashley
- Morisa Taylor Kaplan: Heather
- Lacey Chabert: Amanda Becker
- Samm Levine: Bruce
- Cerina Vincent: Areola
- Mister T.: el conserge prudent
- Ed Lauter: l'entrenador
- Molly Ringwald: l'hostessa a l'aeroport
- Randy Quaid: senyor Briggs
- Josh Radnor: Guia de la torre
- Melissa Joan Hart: noia a la tarda
- Riley Smith: Els

## Al voltant de la pel·lícula
- La casa de Jake Wyler és igualment la casa de les Salvatore a Diaris de Vampirs
- L'institut on té lloc el film és també el de Buffy the Vampire Slayer i de 90210.
- Diverses al·lusions al film The Breakfast Club es poden destacar al film: l'escena de la retinguda (on l'actor Paul Gleason reprèn el mateix paper per a l'ocasió) hi és de manera paròdica, l'institut de nom  "John Hughes High School" és una al·lusió al director de The Breakfast Club, John Hughes, i l'actriu Molly Ringwald hi fa igualment una aparició.[4]
- El personatge de Les (el noi per qui Priscilla abandona Jake), interpretat per Riley Smith, és, de fet, una paròdia de Ricky Fitts, interpretat per Wes Bentley a American Beauty.
- El personatge d'Areola, interpretat per Cerina Vincent, és una paròdia de Nadia, interpretat per Shannon Elizabeth a American Pie.